# Schule Bremer Straße 16
Die ehemalige alte Schule Bremer Straße 16 in Bassum wurde 1875 gebaut und wird seit 1982 als Ärzte- und Dienstleistungszentrum genutzt.
Das Gebäude ist ein Baudenkmal in Bassum.

## Geschichte
Das zweigeschossige verklinkerte historisierende H-förmige Gebäude mit Satteldächern, markanten Gesimsen und zwei seitlichen Giebelrisaliten wurde 1875 als Realschule gebaut. Sie wurde später erweitert. Die beiden straßenseitigen Giebel zieren an Traufe und First vier Fialen. Über dem Eingang ist ein Dachhaus mit der Schuluhr. Die Fenster weisen im EG und OG Segmentbögen und im Giebeldreieck Rundbögen auf. Das Haus diente bis 1979 als Volksschule.
Beim barrierefreien Umbau und der Sanierung bis 1982 wurden auch frühere Stilelemente wie die Firstköpfe wieder rekonstruiert. In dem heutigen Ärztehaus war früher eine Apotheke und sind heute weitere Dienstleister und Geschäfte zu finden.